# Colleen Houck
Colleen Houck (3 de outubro de 1969), antes de tudo, é uma leitora, que adora livros de ação, aventura, temas paranormais, ficção científica e romance. É um escritora americana conhecida por escrever duas séries best-sellers no The New York Times, a série  A Maldição do Tigre, e a série Deuses do Egito. 

## Biografia
Estudou na Universidade do Arizona e trabalhou como intérprete de língua de sinais durante 17 anos. Ela mora em Salem, no Oregon, com o marido e uma coleção de tigres de pelúcia. Em 2015 esteve na Bienal Internacional do Livro do Rio de Janeiro. Como autora, sua obra tem sido amplamente adquirida por bibliotecas em todo o mundo, e no Brasil já vendeu cerca de 700 mil exemplares.

## Livros Publicados

### A Saga do Tigre
| Ano  | Título Original | Título no Brasil    | Sinopse |
| ---- | --------------- | ------------------- | --- |
| 2011 | Tiger´s Curse   | A Maldição do Tigre | Kelsey Hayes perdeu os pais recentemente e precisa arranjar um emprego para custear a faculdade. Contratada por um circo, ela é arrebatada pela principal atração: um lindo tigre branco.Kelsey sente uma forte conexão com o misterioso animal de olhos azuis e, tocada por sua solidão, passa a maior parte do seu tempo livre ao lado dele. O que a jovem órfã ainda não sabe é que seu tigre Ren é na verdade Alagan Dhiren Rajaram, um príncipe indiano que foi amaldiçoado por um mago há mais de 300 anos, e que ela pode ser a única pessoa capaz de ajudá-lo a quebrar esse feitiço. Determinada a devolver a Ren sua humanidade, Kelsey embarca em uma perigosa jornada pela Índia, onde enfrenta forças sombrias, criaturas imortais e mundos místicos, tentando decifrar uma antiga profecia. Ao mesmo tempo, se apaixona perdidamente tanto pelo tigre quanto pelo homem. |
| 2012 | Tiger´s Quest   | O Resgate do Tigre  | Kelsey Hayes nunca imaginou que seus 18 anos lhe reservassem experiências tão loucas. Além de lutar contra macacos d’água imortais e se embrenhar pelas selvas indianas, ela se apaixonou por Ren, um príncipe indiano amaldiçoado que já viveu 300 anos.Agora que ameaças terríveis obrigam Kelsey a encarar uma nova busca – dessa vez com Kishan, o irmão bad boy de Ren –, a dupla improvável começa a questionar seu destino. A vida de Ren está por um fio, assim como a verdade no coração de Kelsey. Em O resgate do tigre, a aguardada sequência de A maldição do tigre, os três personagens dão mais um passo para quebrar a antiga profecia que os une. Com o dobro de ação, aventura e romance, este livro oferece a seus leitores uma experiência arrebatadora da primeira à última página.                                                                               |
| 2012 | Tiger´s Voyage  | A Viagem do Tigre   | Em sua terceira busca, a jovem Kelsey Hayes e seus tigres precisam vencer desafios incríveis propostos por cinco dragões míticos. O elemento comum é a água, e o cenário de mar aberto obriga Kelsey a enfrentar seus piores temores.Dessa vez, sua missão é encontrar o Colar de Pérolas Negras de Durga e tentar libertar seu amado Ren tanto da maldição do tigre quanto de sua repentina amnésia. No entanto o irmão dele, Kishan, tem outros planos, e os dois competem por sua afeição, além de afastarem aqueles que planejam frustrar seus objetivos. Em A viagem do tigre, terceiro volume da série A maldição do tigre, Kelsey, Ren e Kishan retomam a jornada em direção ao seu verdadeiro destino numa história com muito suspense, criaturas encantadas, corações partidos e ação de primeira.                                                                            |
| 2013 | Tiger´s Destiny | O Destino do Tigre  | Kelsey, Ren e Kishan sobreviveram a três aventuras dramáticas e muitas provações. Mas, antes que possam partir na busca pelo último presente da deusa Durga, têm que enfrentar o feiticeiro Lokesh em seu próprio território.O vilão sequestrou Kelsey e já detém o poder de três amuletos. Ela precisa escapar de suas garras para quebrar a maldição do tigre, libertando seus amados príncipes. Esse, porém, é apenas o início da história em que escolhas difíceis e decisivas devem ser feitas por todos. O elemento principal agora é o fogo, e em meio a lava, demônios, animais fantásticos e zumbis, o trio enfrenta seu derradeiro desafio. O caminho é arriscado e cheio de reviravoltas potencialmente fatais. Só uma coisa é certa: ninguém pode fugir de seu destino. |
| 2018 | Tiger´s Dream   | O Sonho do Tigre    | Com a derrota do feiticeiro Lokesh, só parecia restar ao príncipe Kishan Rajaram passar a eternidade cumprindo a promessa de proteger a linda e irascível deusa Durga. Preso no passado, ele sofre depois que seu irmão, Ren, e Kelsey, a garota que ambos amam, voltam ao presente e começam a viver o seu “felizes para sempre”. Então, quando o xamã Phet aparece pedindo sua ajuda para salvar Kelsey, Kishan agarra a oportunidade com unhas e dentes, disposto a voltar atrás na sua decisão de ficar no passado e assim mudar seu destino. O tigre negro está prestes a descobrir que aquilo que parece o fim pode ser apenas um recomeço... |

#### Livros relacionado à saga
| Ano  | Titulo original | Título no Brasil    | Sinopse |
| ---- | --------------- | ------------------- | --- |
| 2014 | Tiger´s Promise | A Promessa do Tigre | Mais de 300 anos antes de Kelsey Hayes surgir na vida de Ren e Kishan, uma jovem cruzou o caminho dos príncipes. Seu amor por um deles mudou o curso da história e o destino da família Rajaram.Criada longe dos olhos da corte, isolada do convívio no castelo, Yesubai luta para suportar os maus-tratos do pai e manter em segredo suas habilidades mágicas. Lokesh é um poderoso e cruel feiticeiro que foi capaz de assassinar a própria esposa porque ela lhe deu uma filha em vez de um filho. Ao completar 16 anos, Yesubai é surpreendida por um anúncio do rei. Procurando fortalecer suas relações diplomáticas, o nobre acredita que um casamento entre a filha de Lokesh, comandante de seu exército, e um pretendente de algum dos reinos vizinhos será uma boa estratégia para diminuir os conflitos na região. A jovem recebe a notícia com alegria. Pela primeira vez ela enxerga um fio de esperança, a perspectiva de escapar do controle do pai e de levar uma vida fora do confinamento de seus aposentos. Mas esses não são os planos do feiticeiro. Ele vê no iminente casamento de Yesubai uma oportunidade de conseguir ainda mais poder e não poupará esforços para atingir seus objetivos sombrios. |

Em 2011, a Paramount Pictures anunciou que planeja fazer o filme do livro A Maldição do Tigre.

### A Saga Deuses do Egito
| Ano  | Título Original | Título no Brasil        | Sinopse |
| ---- | --------------- | ----------------------- | --- |
| 2015 | Reawakened      | O Despertar do Príncipe | Aos 17 anos, Liliana Young tem uma vida aparentemente invejável. Ela mora em um luxuoso hotel de Nova York com os pais ricos e bem-sucedidos, só usa roupas de grife, recebe uma generosa mesada e tem liberdade para explorar a cidade.Mas para isso ela precisa seguir algumas regras: só tirar notas altas no colégio, apresentar-se adequadamente nas festas com os pais e fazer amizade apenas com quem eles aprovarem. Um dia, na seção egípcia do Metropolitan Museum of Art, Lily está pensando numa maneira de convencer os pais a deixá-la escolher a própria carreira, quando uma figura espantosa cruza o seu caminho: uma múmia — na verdade, um príncipe egípcio com poderes divinos que acaba de despertar de um sono de mil anos. A partir daí, a vida solitária e super-regrada de Lily sofre uma reviravolta. Uma força irresistível a leva a seguir o príncipe Amon até o lendário Vale dos Reis, no Egito, em busca dos outros dois irmãos adormecidos, numa luta contra o tempo para realizar a cerimônia que é a última esperança para salvar a humanidade do maligno deus Seth. |
| 2016 | Recreated       | O Coração da Esfinge    | Lily Young achou que viajar pelo mundo com um príncipe egípcio tinha sido sua maior aventura. Mas a grande jornada de sua vida ainda está para começar.Depois que Amon e Lily se separaram de maneira trágica, ele se transportou para o mundo dos mortos – aquilo que os mortais chamam de inferno. Atormentado pela perda de seu grande e único amor, ele prefere viver em agonia a recorrer à energia vital dela mais uma vez. Arrasada, Lily vai se refugiar na fazenda da avó. Mesmo em outra dimensão, ela ainda consegue sentir a dor de Amon, e nunca deixa de sonhar com o sofrimento infinito de seu amado. Isso porque, antes de partir, Amon deu uma coisa muito especial a ela: um amuleto que os conecta, mesmo em mundos opostos. Com a ajuda do deus da mumificação, Lily vai descobrir que deve usar esse objeto para libertar o príncipe egípcio e salvar seus reinos da escuridão e do caos. Resta saber se ela estará pronta para fazer o que for preciso. |
| 2018 | Reunited        | A Coroa da Vingança     | Meses após sua pacata vida como herdeira milionária sofrer uma reviravolta e ela embarcar numa vertiginosa jornada pelo Egito, Lilliana Young está praticamente de volta à estaca zero.Suas lembranças das aventuras egípcias e, especialmente, de Amon, o príncipe do sol, foram apagadas, e só resta a Lily atribuir os vestígios de estranhos acontecimentos a um sonho exótico. A não ser por um detalhe: duas estranhas vozes em sua mente, que pertencem a uma leoa e uma fada, a convencem de que ela não é mais a mesma e que seu corpo está se preparando para se transformar em outro ser. Enquanto tenta dar sentido a tudo isso, Lily descobre que as forças do mal almejam destruir muito mais que sua sanidade mental – o que está em jogo é o futuro da humanidade. Seth, o obscuro deus do caos, está prestes a se libertar da prisão onde se encontra confinado há milhares de anos, decidido a destruir o mundo e todos os deuses. Para enfrentá-lo de uma vez por todas, Lily se une a Amon e seus dois irmãos nesta terceira e última aventura da série Deuses do Egito.           |

#### Livros relacionado à saga
| Ano  | Título Original | Título no Brasil     | Sinopse |
| ---- | --------------- | -------------------- | --- |
| 2017 | Reignited       | O Duelo dos Imortais | Quem são os deuses que regem os caminhos e descaminhos de Amon e Lily, os corajosos heróis da série Deuses do Egito? Por que esses deuses tramam conquistas e vinganças, envolvendo a humanidade em suas maquinações? E por que deixam nos ombros de alguns jovens mortais a responsabilidade pela salvação do mundo?Antes que Lily e Amon se encontrassem, antes mesmo que o caos dominasse o cosmos e os deuses precisassem de três irmãos corajosos para combater o mal, muita coisa já estava em jogo. Em O duelo dos imortais, vamos conhecer a história dos quatro irmãos que assistiam, com seus poderes especiais, o grande Amon-Rá no governo da Terra: Osíris, o generoso deus da agricultura, que ajuda os mortais a crescer e prosperar em seu ambiente natural. Ísis, a linda deusa da criação, que promove a saúde e o bem-estar. Néftis, a doce vidente, que mantém o equilíbrio entre os seres vivos e o universo. E por último Seth, o mais jovem, que cresceu desprovido de poderes e desprezado por todos. Quando, finalmente, os poderes de Seth se manifestam, que efeito sobre a humanidade terá a perigosa mistura de uma infância marcada pela rejeição, uma intensa paixão não correspondida e o incrível poder de desfazer coisas, pessoas... e até deuses? |

### Livros isolados
| Ano  | Título Original     | Título no Brasil | Sinopse |
| ---- | ------------------- | ---------------- | --- |
| 2019 | The Lantern´s Amber | A Chama de Amber | Quinhentos anos atrás, Jack fez um pacto com um demônio e acabou condenado a uma eternidade de servidão. Como um lanterna, seu único dever é guardar um dos portais que levam ao reino imortal, garantindo que nenhuma alma se infiltre onde não é bem-vinda. Jack sempre fez um excelente trabalho... até conhecer a bela Ember O’Dare. Há tempos, a bruxa de 17 anos vem tentando enganar Jack para atravessar o portal. Insistente, sem temer os alertas dele, Ember enfim consegue adentrar a dimensão proibida com a ajuda de um vampiro afável e misterioso, e então tem início uma perseguição frenética através de um mundo deslumbrante e perigoso. Agora Jack precisa resgatar Ember antes que os universos terreno e sobrenatural entrem em colapso e se tornem um caos. |

- Todos os livros foram publicado pela Editora Arqueiro no Brasil.